# 영매 (오페라)

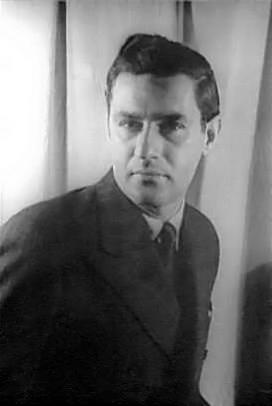
작곡가

영매(The Medium)는 잔 카를로 메노티가 작곡하고 작사한 짧은(1시간 길이) 2막 드라마 오페라이다. 컬럼비아 대학교의 앨리스 M. 딧슨 기금의 의뢰를 받아 1946년 5월 8일 그곳에서 초연되었으며, 클라라마에 터너가 플로라 부인 역을 맡았다. 이 오페라의 첫 전문 공연은 1947년 2월 18일부터 20일까지 뉴욕 시 헥셔 극장에서 발레 협회가 메노티의 전화와 함께 더블 빌로 상연되었다. 브로드웨이 공연은 1947년 5월 1일 같은 출연진으로 에델 배리모어 극장에서 열렸다.
1951년 메노티는 영화 제작자 알렉산더 해미드의 도움을 받아 누아르 영화를 닮은 영화 버전을 감독했으며, 마리 파워스가 플로라 부인 역을, 안나 마리아 알베르게티가 모니카 역을 맡았다. 마리 파워스 주연의 생방송 텔레비전 공연은 1948년 12월 12일 TV 시리즈 스튜디오 원에서, 1959년 2월 14일 옴니버스에서 방영되었으며, 클라라마에 터너가 출연했다.
1960년에는 호주 TV 드라마로도 제작되었다.

## 등장인물
| 역할                                    | 음역         | 1947년 2월 18일 초연 출연진 (지휘: 야샤 자이드) |
| --------------------------------------- | ------------ | ----------------------------------------------- |
| 모니카                                  | 소프라노     | 에블린 켈러                                     |
| 토비                                    | 침묵         | 레오 콜먼                                       |
| 플로라 부인 (바바)                      | 콘트랄토     | 마리 파워스                                     |
| 고비뉴 부인                             | 소프라노     | 베벌리 데임                                     |
| 고비뉴 씨                               | 바리톤       | 프랭크 로저                                     |
| 놀런 부인                               | 메조소프라노 | 버지니아 비러                                   |
| 무대 밖에서 고비뉴 부인이 부르는 목소리 | 소프라노     | 베벌리 데임                                     |

## 줄거리

### 1막
영매의 응접실
플로라 부인의 딸 모니카와 "부다페스트 거리"에서 구출된 벙어리 하인 토비가 옷을 차려입고 놀고 있다. 바바라고 불리는 플로라 부인이 취해서 집에 도착하자 그날 밤 심령회 준비를 하지 않았다며 격렬하게 꾸짖는다. 곧 손님들이 도착하는데, 단골인 고비뉴 부부와 처음 참석하는 과부 놀런 부인이다. 플로라 부인이 의자에서 최면에 걸린 상태로 가짜 심령회가 열리는데, 놀런 부인은 사망한 열여섯 살 딸이라고 생각하는 상대와 대화하지만 실제로는 스크린 뒤에 숨은 모니카이다. 모니카가 사라지자 놀런 부인은 형상에게 달려들다가 고비뉴 부부에게 제지당한다. 질서가 회복되자 고비뉴 부부는 사망한 두 살 난 아들 미키와 "소통"하는데, 미키는 말을 배운 적이 없어 웃기만 한다. 그들이 작별 인사를 하자 플로라 부인은 "갑자기, 큰 숨을 쉬며... 양손으로 목을 움켜쥔다." 그녀는 목을 움켜쥐는 환상의 손을 느끼고 "겁에 질린다." 손님들에게 나가라고 요구한 후 모니카를 불러 자신이 느낀 것을 말하고, 결국 내내 다른 방에 있었던 토비에게 비난을 돌린다. 토비에게 향하는 바바의 취한 분노를 진정시키기 위해 모니카는 그녀에게 어두운 자장가 "검은 백조"를 불러주는데, 바바가 듣는 목소리로 인해 방해를 받고 토비에게서 목소리가 어디에서 오는지 말하지 않았다며 겁에 질린 분노를 퍼붓는다. 1막은 모니카가 다시 자장가를 부르고 바바가 성모송을 읊조리는 것으로 끝난다.

### 2막
며칠 후
토비가 모니카를 위해 인형극을 하고 있다. 그들의 상호 애정이 더욱 명확해진다. 바바가 집에 오자 그녀는 토비에 대한 비난을 재개하며 그날 밤 무슨 일이 있었는지 토비가 알고 있다고 확신한다. 손님들이 다시 도착하여 또 다른 심령회를 기대하지만, 플로라 부인이 자신과 모니카가 사용한 모든 속임수를 폭로하며 모든 것이 속임수였다고 설득하려 하자 쫓겨난다. 그러나 손님들은 설득되지 않고 그녀가 자신을 속이고 있다고 생각했을지라도 사실은 그렇지 않았다고 주장하며 떠난다. 손님들이 가고 나자 그녀는 모니카가 토비를 변호하며 애원함에도 불구하고 토비를 쫓아낸다. 모두 떠나고 모니카가 방에 있자 바바는 술을 한 잔 더 따르고 자신의 정신 상태를 의심하며 술에 취해 거칠어지고 결국 쓰러진다. 그녀가 잠이 들자 토비가 몰래 다시 들어와 모니카의 방으로 들어가려 하지만 잠겨 있는 것을 발견하고 결국 트렁크로 가서 탬버린을 찾는다. 찾던 중 그는 트렁크 뚜껑을 떨어뜨려 바바를 깨운다. 토비는 빠르게 인형극장에 숨는다. 바바는 소리가 어디에서 왔는지 확인하려 하고 테이블 서랍에서 리볼버를 꺼낸다. "히스테릭하게" 그녀는 "누구야? 말해, 아니면 쏠 거야!"라고 외치고 인형극 커튼이 움직인다. 바바는 비명을 지르며 여러 번 총을 쏜다. 토비의 피 묻은 몸이 커튼을 잡고 쓰러지자 바바는 "유령을 죽였어! 유령을 죽였어!"라고 말한다. 총성을 들은 모니카는 들어와 토비의 생명 없는 몸을 보고 도움을 요청하러 달려간다. 마지막 커튼이 아주 천천히 내려오면서 바바는 쉰 목소리로 "너였니?"라고 묻는다.

## 주요 아리아
- "모니카의 왈츠" (모니카)
- "검은 백조" (모니카)
- "두렵니, 내가 두려워?" (바바)

## 음반 목록
- 영매, 전화, 율리야 삼소노바-카옛, 마릴리 산토로, 키아라 이소톤, 로렌초 그란테, 록사나 에레라 디아스, 이탈리아 필하모닉 오케스트라, 플라비오 에밀리오 스코냐, 브릴리언트 클래식 95361, 2018.